# Karl von Weber (Politiker)
Karl von Weber, ab 1912 auch von Weber-Braegger, (* 20. März 1879 in Schwyz; † 7. Januar 1964 ebenda) war ein Schweizer Politiker (CVP).

## Leben
Weber war Sohn des Kanzleisekretärs Franz Xaver von Weber und stammte aus der Landleutefamilie Weber. Er absolvierte das Kollegium Maria Hilf in Schwyz und ging dann zum Studium der Rechte an die Universitäten von Bern und Freiburg. Dort erhielt er 1902 den Grad eines Lic. iur. Anschliessend war er von 1903 bis 1905 Bezirksamtsschreiber in Gossau, bevor er 1905 Sekretär des Finanzdepartement des Kanton Schwyz wurde. In diesem Amt verblieb er bis 1920. 
Weber übernahm, wie für Mitglieder der Familie üblich, öffentliche Ämter. Von 1916 bis 1920 amtierte er als Schwyzer Kantonsrat, bevor er von 1920 bis 1944 als Regierungsrat das Finanzdepartement dort leitete. Dabei führte er die Erwerbssteuer im Kanton ein. In der Zeit von 1924 bis 1926 war er Schwyzer Landammann. An seinen Regierungsratposten anschliessend hatte er von 1944 bis 1960 die Position des Bankrats der Schwyzer Kantonalbank inne. Weber wurde 1925 ausserdem zum Nationalrat gewählt und hatte von 1942 bis 1944 das Präsidium der Finanzdirektorenkonferenz inne.
Webers Akten werden heute im Familienarchiv von Weber im Staatsarchiv Bern aufbewahrt.